# Стелла Зазворкова
Стелла Зазворкова (чеськ. Stella Zázvorková) — чеська акторка. Дружина Мілоша Копецького.

## Жіттєпис
Стелла Зазворкова народилася 14 квітня 1922 року в Празі. Грала в театрі і знімалася в кіно. Була одружена з відомим чеським актором Мілошем Копецьким. Єдина дочка Зазворковой Яна померла у віці 15 років.
Померла 18 травня 2005 року в Празі.

## Вибрана фільмографія
- Втрачена фотографія (1959) — туристка
- Ось прийде кіт (1963) — Ружена, дружина директора школи
- Арабелла (1979)